# Abolhassan Etessami

Abolhassan Etessami

Abolhassan Etessami (* 1903; † 1978) war ein iranischer Architekt, Kalligraf, Maler und Schriftsteller. Sein Vater Ebrahim Etessami arbeitete als Leiter des Finanzwesens der iranischen Provinz Aserbaidschan, sein Bruder Yussef Etessami gründete die Zeitschrift Bahar und ist der Vater der Dichterin Parvin Etessami.
Etessami erhielt seine Ausbildung in Teheran an der Aghdasieh-Schule, der American School sowie an der Kamal-ol-Molk-Hochschule der Künste. Anschließend verbrachte er einige Jahre in Isfahan, um Architektur und Verzierungstechniken zu studieren. Später lehrte Abolhassan Etessami an der Universität von Teheran.
Er beschäftigte sich mit einer Reihe von Architekturprojekten. Er stellte detailreiche Maquetten selbst her. Auf Bitten des Iranian Ministry of Fine Arts wurden die Maquetten nach Brüssel zur Weltausstellung im Jahr 1958 geschickt. Abolhassan Etessami erhielt die Goldmedaille in der Kategorie 'Einzelausstellung'. Die Maquetten wurden später vom Iranischen Nationalmuseum angekauft. Sie sind Teil der ständigen Sammlung der Abteilung für islamische Kunst.
Außer den Architekturprojekten hinterließ Abolhassan Etessami eine Reihe von Ölgemälden auf Leinwand, darunter Einige Ruinen in Dowlat-Abad, Ein Dorfhaus in Niavaran, und Pasteurs Fürsprache für Napoleon sowie einige Romane wie Der alleingelassene Mann und Der bösartige Mohil-o-doleh.

## Galerie

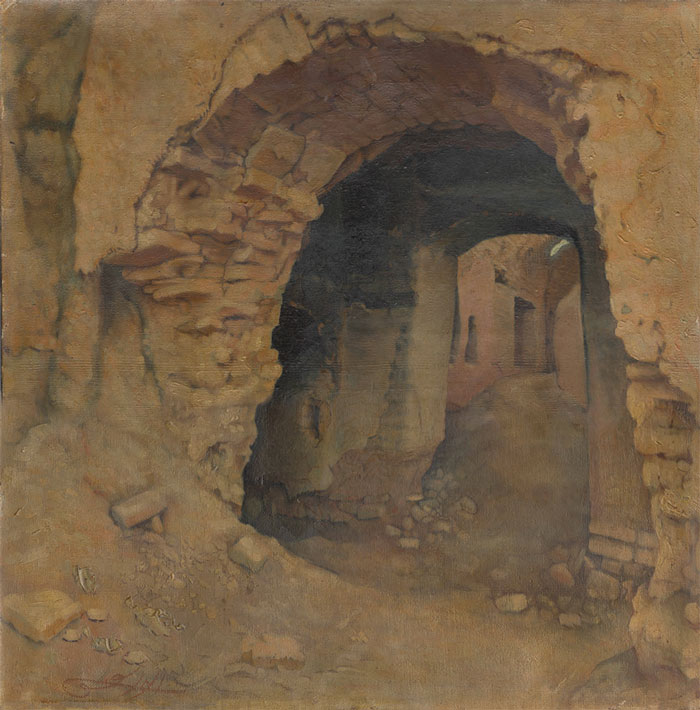
Einige Ruinen in Dowlat-Abad, circa 1925
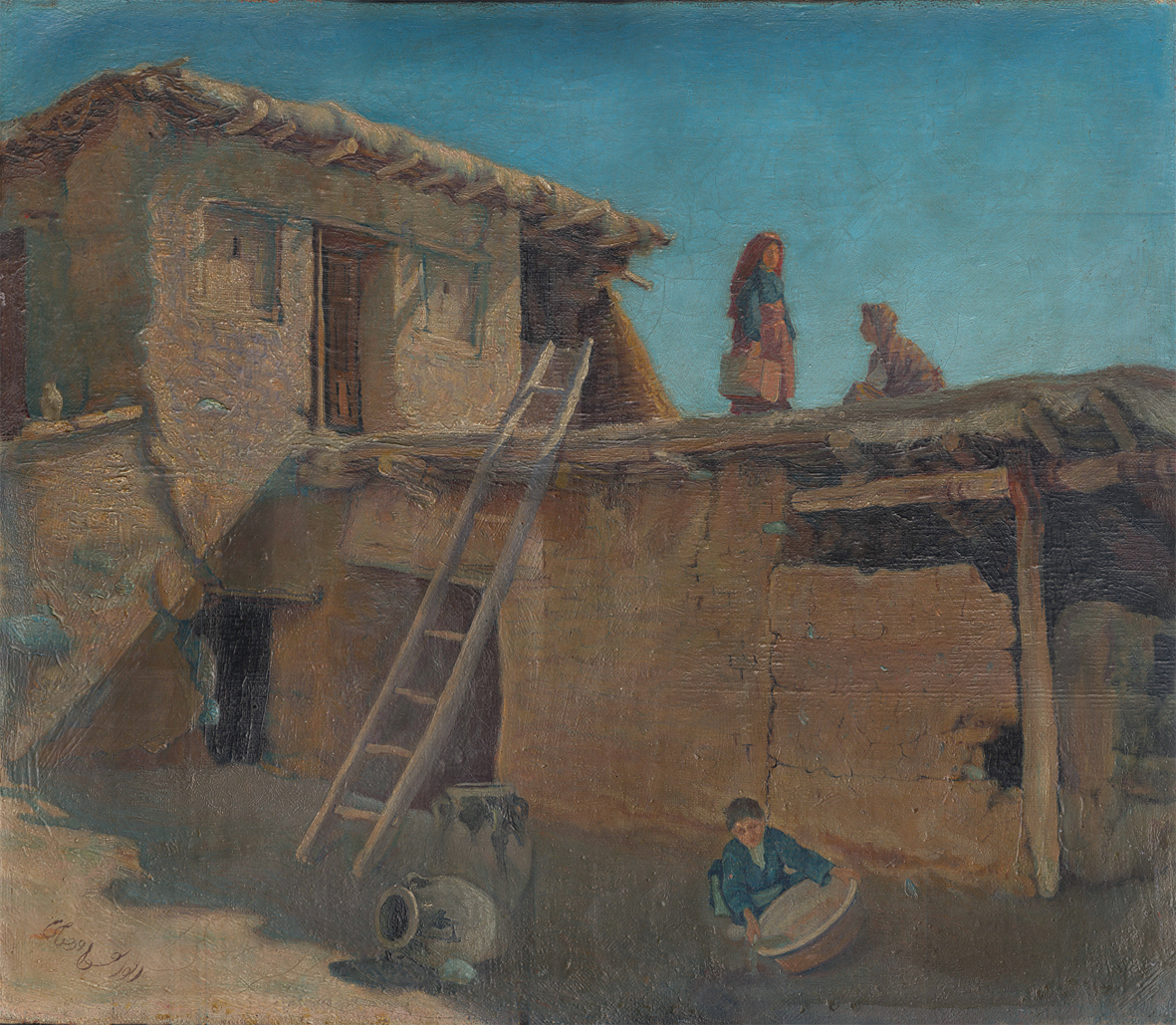
Ein Dorfhaus in Niavaran, circa 1930